# NGC 4513
NGC 4513 је лентикуларна галаксија у сазвежђу Змај која се налази на NGC листи објеката дубоког неба.
Деклинација објекта је + 66° 19' 59" а ректасцензија 12h 32m 1,6s. Привидна величина (магнитуда) објекта NGC 4513 износи 13,0 а фотографска магнитуда 14,0. NGC 4513 је још познат и под ознакама UGC 7683, MCG 11-15-59, CGCG 315-42, PGC 41527.